# Leccionario 194
El Leccionario 194, designado por la sigla ℓ 194 (en la numeración Gregory-Aland), es un manuscrito griego del Nuevo Testamento. Paleográficamente ha sido asignado al siglo X.

## Descripción
El códice contiene enseñanzas de los Evangelios de Juan, Mateo y Lucas, en 259 hojas de pergamino (32,5 cm x 23,5 cm). El texto está escrito en Caligrafía uncial, en dos columnas por página, 18 líneas por página. Contiene notas musicales.

## Historia
Por lo general, está fechado en el siglo X. Se añadió a la lista de los manuscritos del Nuevo Testamento por Frederick Henry Ambrose Scrivener (número 203). Caspar René Gregory lo vio en 1883. El manuscrito no se cita en las ediciones del Nuevo Testamento griego (UBS3). Actualmente, el códice se encuentra en la Biblioteca Bodleiana, en Oxford, Inglaterra.